# 何鴻燊家族分產糾紛事件
何鴻燊家族分產糾紛事件是指港澳富商何鴻燊，於2010年12月27日就分配Lanceford的公司股權予何鴻燊二房、三房家庭，其導火線是澳門博彩宣布何鴻燊旗下最大股東Lanceford的股權變動，把有關股份分配於二房及三房而導致全部四房的家庭就何鴻燊就家產分配爭議，但有關報道指出何鴻燊本人就有關股權變動並不知情而覺得被騙以及委托私人律師向二房及三房追究因由；最後，何鴻燊就其家產向四房作出重新分配方告一段落。然而隨著何鴻燊于2020年逝世，外界猜測何鴻燊家族分產事件會再起風波。

## 背景
有「賭王」之稱的何鴻燊有四房妻室，分別是元配（長房）黎婉華、妾室（二房）藍瓊纓、三房陳婉珍以及四房梁安琪，其膝下共有17名兒女。
何鴻燊於2009年7月29日在梁安琪的家中跌倒並撞傷頭部，送院後接受腦部手術；其情況一度嚴重，期間甚至有傳媒誤傳他「已經逝世」。此時何鴻燊還未有對外公佈其資產如何分配，也沒有公開發表遺囑或有關安排，而在此期間分產問題一直備受外界關注。同年12月20日正值澳門主權移交10週年紀念日，何鴻燊向養和醫院請假出院七小時到澳門出席第三屆澳門特區政府就職典禮；期間獲中國國家主席胡錦濤接見及握手慰問。何鴻燊於翌年3月6日出院並返回淺水灣道一號大宅。
2010年12月2日，何鴻燊把信德集團（港交所：00242）市值約12.17億港元的2.51億股份轉讓給二房藍瓊纓其下的五名兒女；何鴻燊在不足兩星期後把澳門博彩（港交所：00880）市值約48億港元的7%股份轉讓給梁安琪，令梁安琪成為澳門博彩第二大股東；何鴻燊於12月28日再把澳博10%的B類股份轉讓給梁安琪，三天後更讓梁安琪成為澳博常務董事。何鴻燊以上這些舉動，已令外界聯想何鴻燊正在為分配家產作出準備，以避免自己逝世後出現遺產爭奪的情況；不過仍然發生是次家產分配糾紛。

## 經過

### 股份大變動
澳門旅遊娛樂的大股東Lanceford Company Limited（簡稱Lanceford）於2010年12月27日作股份重組，令發行股數增至10,000股；在重組中，何鴻燊維持原有的兩股，而增發的9,998股新股中的4,945股（49.45%）及5,053股（50.53%）的股份分別由二房五名子女持有的Ranillo Investments Limited及三房陳婉珍持有的Action Winner Holdings Limited擁有。何鴻燊及後得悉有關股權變動消息而多次致電及發出多個短訊至何超鳳，要她親向何鴻燊親自解釋為何未經其同意便把Lanceford的股份向二房及三房的公司發行新股及大幅分薄其個人持股量；何鴻燊見何超鳳未有向其解釋及回應 ，因而於2011年1月5日向何超鳳發出有其英文簽名的信函命令她帶同Lanceford股權文件到淺水灣道一號交代，而信函中也註明其名於於澳門旅遊娛樂的股份應由四房平分外，也註明各房代表為何超賢、藍瓊纓、陳婉珍及梁安琪。兩日後，何超鳳向父親何鴻燊發出家書，書中感謝其父授權她以「禮物贈送」方式同意轉讓有關股份給予二房家庭及三房家庭的信函，信中署有何鴻燊英文簽名。
1月24日，澳門博彩在香港交易所突然停牌外並於當日中午發出通告指何鴻燊把其個人在澳門旅遊娛樂持有的4.839%股份轉入同屬何鴻燊名下的Lanceford，令Lanceford在澳門旅遊娛樂持股量達31.65%，而何鴻燊本人則象徵式保留100股。未幾，Lanceford發出電郵表示該公司作出股權變動，指何鴻燊在該公司持有的的49.45%及50.53%的股份分別分配於二房五名子女旗下的Ranillo Investments Limited以及三房旗下的Action Winner Holdings Limited；令二房家庭直接及間接持有澳門旅遊娛樂26.65%股份而成為「話事人」，而三房家庭則以16%成為澳門旅遊娛樂第三大股東。

### 何鴻燊指被「搶劫」
1月25日，何鴻燊的代表律師高國駿（Gordon Oldham）何鴻燊指他有關在澳門旅遊娛樂的股權變動為一場「搶劫」，其意願把家產平分於四房，並表示二房及三房在48小時內不作出回應則採取法律行動；何超鳳在同日向傳媒發出公開信，公開信中附有何鴻燊英文簽署於1月7日授權何超鳳轉讓股份事宜的「禮物感謝」家書。同日，何鴻燊先後在長房、二房以及三房分別位於淺水灣道一號、谷柏道及布力徑的寓所召開家庭會議；陳婉珍在其女何超雲陪同下於當晚在其住所召開記者會讀出何鴻燊的手寫聲明，該聲明中表示股權分配一事為一場誤會，家事應自行解決而無需以法律途徑解決；同時，傳媒也收到一份較詳盡並署有何鴻燊中文簽名的聲明，該聲明除了和陳婉珍所讀的聲明外，還表示傳媒指其家人並無詐騙成份外，也沒有在任何人強迫及指使下作股權分配，並確定有關分配；此外，聲明中也表示取消委任高國駿及高李嚴律師行（Oldham, Li & Nic）為律師代表。

### 不告還要告
香港無綫電視、香港報章《大公報》以及香港雜誌《東周刊》於1月26日上午獲邀到陳婉珍家中進行採訪，期間何超鳳及何超蕸也在場；何鴻燊在陳婉珍及何超雲陪同下於中午向有關獲邀記者前首次就事件開腔，並透過無綫電視午間新聞現場直播，讀出一張預先準備大紙板的聲明，聲明中強調事件已經得到解決外，何鴻燊表己自己非常愛惜家人及未曾對家人採取法律行動；聲明中也表示無需高國駿跟進及感謝其介入。未幾，梁安琪在記者以電視查詢時得悉何鴻燊發表聲明後，立即乘坐直升機由澳門返回香港，並立即乘坐私家車到達三房位於布力徑的寓所門外停留20分鐘後離開；但她於下午三時半折返並接走何鴻燊到大房於淺水灣的寓所；而何超雄及高國駿也於四時半進入該寓所。高國駿進入寓所大概20分鐘後手持文件及一張支票離開何鴻燊寓所，並立即前往香港高等法院提交入稟狀，狀告妾室藍瓊瓔及其五名子女（何超瓊、何超鳳、何超蕸、何超儀及何猷龍）、三房的陳婉珍、Lanceford董事禤永明以及三間相關公司違反受信責任，並申請禁制令阻止有關被告處理相關股份；其後向傳媒堅稱自己仍是何鴻燊代表律師，並表示手持何鴻燊要求追回股份的片段。何超賢透過私人助理於當晚九時向道瓊斯通訊社、法新社等多間海外傳媒發出電郵表示不相信其父「不會忘記母親為他建立賭業王國而不留下任何東西給予長房」及對部份何家成員行為感到不安，還表示和何超瓊、何超鳳等人相討，但一律不獲理睬
1月27日，高國駿向傳媒證實已代表何鴻燊向香港高等法院入稟一事；同日下午，梁安琪在離開大房位於淺水灣的寓所後突然於澳門現身，有傳她和何鴻燊長房成員於何鴻燊位於澳門西望洋山的別墅召開記者會，但何鴻燊長房成員只准十名澳門的葡萄牙文及英文報章記者入內，惟何鴻燊內孫女何家華表示其姑姐何超賢因身體抱恙而令記者會告吹。
何鴻燊於1月29日得悉妾室藍瓊纓自養和醫院康復出院後前往其住所，由於藍瓊纓在家產分配糾紛發生均在養和醫院，因此出院後的藍瓊纓向何鴻燊召集四房代表、律師以及醫生到清水灣一號的大宅召開家庭會議，而何鴻燊也贊成藍瓊纓之建議；藍瓊纓子女因而聯絡各房時，受到長房及四房拒絕；但高國駿於1月30日晚上10時發表聲明指出1月27日曾與長房、二房和四房曾於澳門召開家庭會議以望把Lanceford股權平均分配於各房為共識將，但三房陳婉珍卻「拒絕溝通」，也令原定於1月28日的有關會議取消；但陳婉珍秘書表示高國駿聲明中所述非為事實。

### 何鴻燊「完全明白」
二、三房的公關公司於1月31日凌晨1時35分發出署有何鴻燊中文簽名的聲明，聲明中表示完全明白Lanceford的改組程序及指「整件事件無任何『騎劫』、『搶劫』、『欺詐』或『違背誠信』的情況」。；而何超瓊也於一小時後發表個人聲明指「1月27日在澳門進行的聚會並非家庭會議，只是一個由第三者相約供有關人士討論Lanceford事件的機會」，並指當日沒有邀請三太陳婉珍，因此有必要給她同樣的溝通機會。高國駿於同日下午5時召開記者會，並在會上公開1月25、26日以及1月30日合共三條均在淺水灣一號大宅內拍攝他與何鴻燊經剪接以英語對話的片段，而何鴻燊在1月26日的短片中表示當日較早時向記者前首次就事件開腔是受到何超瓊以及何超鳳強迫他所說的。何超瓊也於翌日凌晨零時發表回應表示短片內容和其父的指示不相乎而令她感到驚訝及遺憾。
有指分產事件已驚動中國中央人民政府，並指身兼全國政協委員港區委員的澳門博彩執行董事霍震霆介入事件，而數日後有傳二、三房成員向媒放風表示假若梁安琪願意交出原有澳門博彩的7.6%股權以及澳門旅遊娛樂0.235%股權，他們也願意交出澳門旅遊娛樂約32%的股權以作重新分配予各房；而高國駿於2月8日發表聲明反駁事件達成共識外，並指何鴻燊希望取回Lanceford所有股權以「把其資產平均分配給他的各個家庭」；何超瓊則於晚上發表聲明表示二、三房在過去一週並沒有和任何傳媒接觸或發表任何聲明。

### 第二度入稟
高國駿於2月16日早上向傳媒表示何鴻燊再度入稟法院申請禁制令阻止何超瓊及何超鳳轉移信德船務有限公司、興利嘉地產有限公司、方強有限公司、快進投資有限公司及景綽有限公司以及何鴻燊名下所有公司之股權以維護何鴻燊的權益外，也狀告何超鳳、何超瓊、Ranillo Investments及Action Winner沒有兌現1月27日的口頭承諾把9,998股交還予何鴻燊以取回原本屬於何鴻燊在Lanceford的澳門旅遊娛樂之4.84%股份。何鴻燊於2月21日親自決定終止有關訴訟，同日入院檢查數日，但最終在養和醫院休養超過兩週。

### 傳中央干預而平息
多個香港傳媒於3月10日報道何超瓊、陳婉珍以及梁安琪於3月7日傍晚假信德中心召開家庭會議，而身兼澳門前行政長官的全國政協副主席何厚鏵及前香港律政司司長、全國人大常委會香港基本法委員會副主任梁愛詩也在會議中商談；因而外界視何厚鏵及梁愛詩為中國中央人民政府委派以平息是次糾紛；而何家各房於翌日假養和醫院簽訂和解協議。何鴻燊博士辦公室於3月10日發表署有何鴻燊中文簽名及下款為「何鴻燊博士及全體家人」的《聯合聲明》中表示「何家事件終於得到圓滿解決」；也為是次爭產糾紛劃上句號。
澳門博彩於3月24日宣布Lanceford的31.655%澳門旅遊娛樂股份益分別由何鴻燊、二三房以及梁安琪持有；分別佔有0.117%、25.538%以及6%。根據香港傳媒報道，長房獲分淺水灣道一號大宅及不少於30億元現金；二房則繼續掌管信德集團及新濠國際；三房繼續持有澳門旅遊娛樂16.002%股份；而四房則連同獲新多分配的澳門旅遊娛樂股份後，合共持有11.03%澳博股份。及至7月21日，何超瓊在無折讓情況下購買其父手持市值1.7億港元的信德集團1.67%股份而增持至12.67%；也令外界猜測他們的父女情是否因家產糾紛而變差。

## 外界反應
澳門博彩於2011年1月26日復牌後，股價在開市時急跌1.2元（即下跌8.7%）；而當日何鴻燊首次發表聲明後，跌幅收窄不足2%；但當日最終收市最報13.12元，下跌0.68元（4.9%）；而全日成交超過15億港元，成為香港交易所當日第三大活躍港股。

## 另見條目
- 龔如心遺產爭奪事件
- 鄧家爭產事件

## 備註
1. ↑  黎婉華因長期病在床，何鴻燊因而借用大清律例立藍瓊纓為妾[1]
2. 1 2  港澳地區於1970年代實行一夫一妻制，而何鴻燊跟陳婉珍以及梁安琪因而沒有進行婚姻註冊，因而沒有違反法律[1]
3. ↑  當中六名兒子，11名女兒
4. ↑  Lanceford是1981年3月17日於香港成立註冊公司，而何鴻燊佔有全部股權；成立時的董事為何鴻燊、二太藍瓊瓔以及禤永明[12]，而何超瓊、何超鳳則於2009年11月加入為董事[6]
5. ↑  澳門旅遊娛樂擁有澳門博彩55.70%股權[19]
6. ↑  高國駿為英國人，於1980年代到香港執業律師，任職於黃乾亨律師事務所主攻香港及國際商業法律；高國駿也位一位涉及酒店、珠寶和出版業的商人。另一方面，他也是兒童福利計劃（Child Welfare Scheme）香港分部主席[20]